# Auliʻi Cravalho
Chloe Auliʻi Cravalho (/aʊˈliːʔi krəˈvɑːljoʊ/; sinh ngày 22 tháng 11 năm 2000) là nữ diễn viên người Mỹ. Cô bắt đầu sự nghiệp diễn xuất năm 16 tuổi với vai chính trong phim Moana (2016) của Disney. Cô cũng góp mặt trong các phim truyền hình Rise (2018) của NBC, All Together Now (2020) của Netflix, Darby and the Dead (2022), The Power (2023) của Amazon Prime Video, phim hoạt hình Hailey's On It! của Disney Channel. Năm 2024, cô tham gia phim Mean Girls và phần hai Moana 2.

## Tiểu sử
Cravalho sinh ra ở Kohala, Hawaii, là người gốc Trung Quốc, Hawaii, Puerto Rico, Bồ Đào Nha và Ireland.

## Sự nghiệp
Cravalho thủ vai chính trong phim hoạt hình Moana năm 2016. Cô chia sẻ ban đầu không có ý định tham gia vì cho rằng "đã có nhiều ứng cử viên sáng giá và không cần đi thử vai". Tuy nhiên, một nhân viên tìm kiếm tài năng ở Oahu đã để ý tới cô sau một cuộc thi video và đưa cô tới Los Angeles để tham gia buổi thử vai. Đạo diễn tuyển vai Rachel Sutton cho biết Cravalho là người cuối cùng bước vào audition sau hàng trăm diễn viên khác.
Năm 2023, Cravalho đảm nhận vai trò điều hành sản xuất cho bản người đóng của Moana nhưng sẽ không tham gia diễn xuất.

## Danh sách phim

### Điện ảnh
| Năm  | Tên                       | Vai            | Ct                              |
| ---- | ------------------------- | -------------- | ------------------------------- |
| 2016 | Moana                     | Moana          | Lồng tiếng, tiếng Anh và Hawaii |
| 2018 | Ralph Breaks the Internet | Moana          | Lồng tiếng                      |
| 2020 | All Together Now          | Amber Appleton |                                 |
| 2022 | Crush                     | AJ Campos      |                                 |
| 2022 | Darby and the Dead        | Capri Donahue  |                                 |
| 2023 | Once Upon a Studio        | Moana          | Lồng tiếng, phim ngắn           |
| 2024 | Mean Girls                | Janis 'Imi'ike | [ 19 ]                          |
| 2024 | Moana 2                   | Moana          | Lồng tiếng, tiếng Anh và Hawaii |
| 2026 | Moana                     | —              | Nhà sản xuất                    |